# Cos Facultatiu d'Arxivers, Bibliotecaris i Arqueòlegs
El Cos Facultatiu d'Arxivers, Bibliotecaris i Arqueòlegs (en castellà i originalment Cuerpo Facultativo de Archiveros, Bibliotecarios y Arqueólogos) és una institució espanyola -confirmada el 1964 com a cos de funcionaris públics- creada en 1858 a l'escalf de la Llei Moyano de l'any anterior, encarregada de l'organització dels arxius, biblioteques i museus dependents del Ministeri de Foment, i, un cop transferides les competències, del ministeri d'Instrucció Pública, i de la resta de successius departaments ministerials amb competències. Inicialment conegut com a Cuerpo Facultativo de Archiveros-Bibliotecarios, el 1867 va ampliar els seus àmbits, canviant aleshores el seu primer nom pel de Cuerpo Facultativo de Bibliotecarios, Archiveros y Anticuarios; en 1897 va tornar a canviar de denominació prenent la de Cuerpo de Archiveros, Bibliotecarios y Arqueólogos. La seva creació va suposar la institucionalització de les respectives professions.